# BBÖ 1470
Die BBÖ 1470.001 war eine elektrische Lokomotive der Österreichischen Bundesbahnen BBÖ, die nach erfolglosen Probefahrten an die Hersteller retourniert wurde. Die Lokomotive war als sogenannte Umformerlokomotive ausgeführt, bei der der Einphasen-Wechselstrom aus der Fahrleitung auf der Lokomotive mit Hilfe eines rotierenden Umformers in ein Dreiphasenwechselstrom zur Versorgung der Fahrmotoren umgewandelt wurde.

## Geschichte

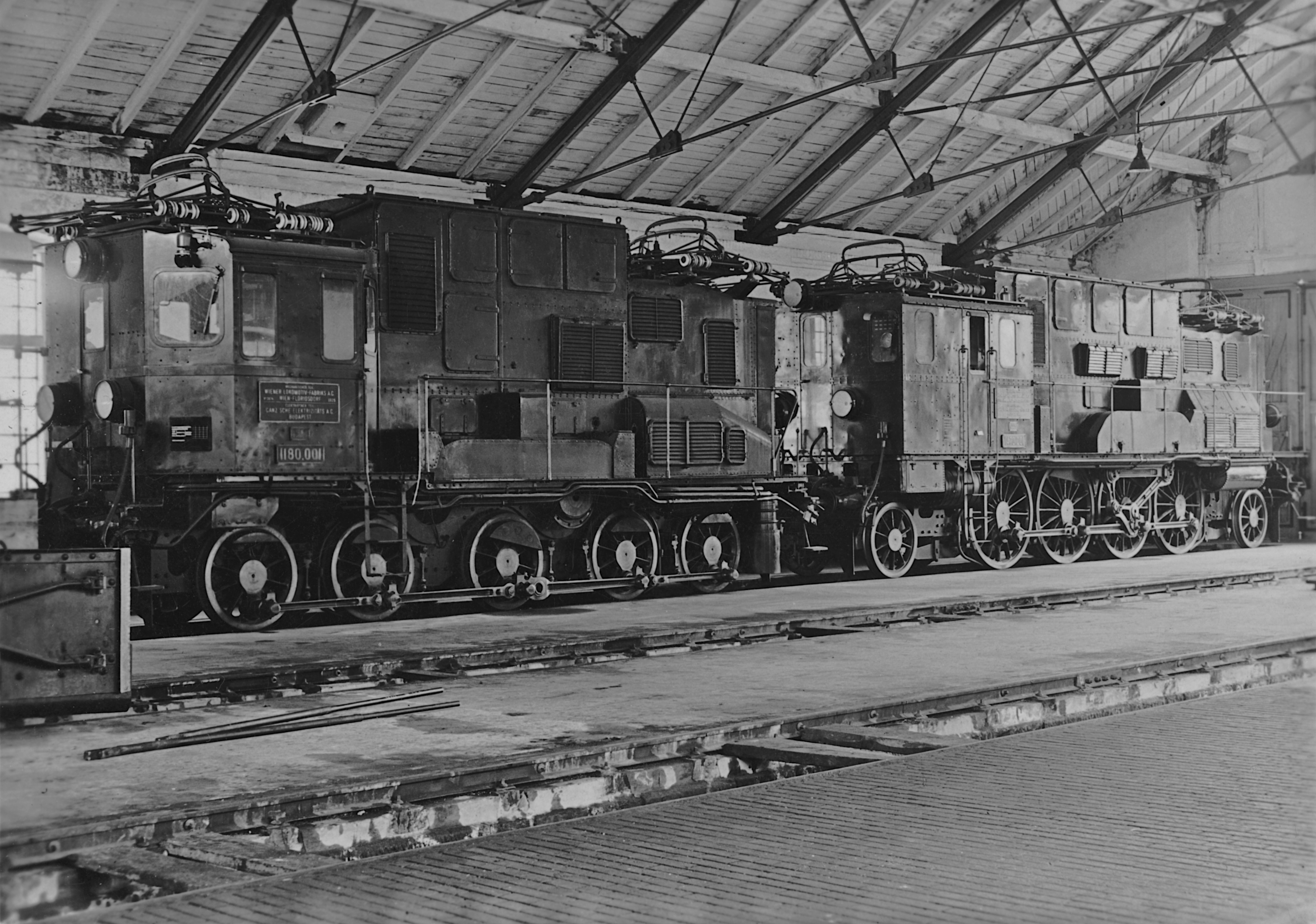
1180.01 und 1470.01 im Lokschuppen Bludenz abgestellt (1933)

Ganz & Co. in Budapest baute unter der Leitung von Kandó im Jahre 1923 eine Versuchslokomotive, die statt des Transformators einen Hochspannungsphasenumformer hatte. Der Umformer war als synchroner Einankerumformer mit ölgekühlter Ständerwicklung ausgeführt. Die Maschine wurde unter 15 kV / 50 Hz erfolgreich getestet. Nachteile waren der komplizierte Aufbau des maschinellen Teils und dass die Lokomotive nur mit einer geringen Anzahl synchroner Dauergeschwindigkeiten betrieben werden konnte.
Der Leistungsunterschied zu den österreichischen Lokomotiven war jedoch beachtlich.
Die BBÖ wollte daher untersuchen, ob auch unter 15 kV / 16⅔ Hz ähnliche Ergebnisse zu erzielen wären, und bestellte eine Güterzug-Lokomotive, die BBÖ 1180.001, und eine Schnellzug-Lokomotive, eben die 1470.001.

### Bau
Der mechanische Teil wurde von der Lokomotivfabrik Floridsdorf gefertigt, die entgegen dem üblichen Usus auch als Hauptlieferant auftrat. Der Grund lag wahrscheinlich darin, dass der Lieferant des elektrischen Teiles, Ganz & Co., in Budapest, also im Ausland, beheimatet war.

### Erprobung
Die 1180.001 und die 1470.001 wurden 1925 geliefert und in Bludenz stationiert. Die 1470.001 hatte nur fünf unterschiedliche Geschwindigkeitsstufen, die sich für die vorgesehenen Strecken als extrem ungünstig herausstellten.
Die Probefahrten verliefen also nicht erfolgreich, sodass die Maschinen noch im selben Jahr an die Lieferanten retourniert wurden. Die Fahrzeuge blieben aber noch über zehn Jahre in Bludenz stehen. Erst dann konnte sich die Lokomotivfabrik Floridsdorf mit Ganz & Co. über Ersatzleistungen einigen.

## Technik
Die Fahrleitungsspannung war über den Stromabnehmer direkt mit der Primärwicklung des ölgekühlten Synchron-Einankerumformers verbunden, der die beiden Asynchronfahrmotoren mit 2-, 3- oder 4-phasigem Drehstrom versorgte. Die Motoren waren polumschaltbar und konnten mit 12, 8 oder 6 Polen betrieben werden. Die Geschwindigkeiten der Dauerfahrstufen betrugen 25 km/h, 37 km/h, 50 km/h, 75 km/h und 100 km/h. Die zwei Fahrmotoren waren im Lokkasten untergebracht und trieben die Triebachsen über den bereits von der BBÖ 1280 bekannten Kandó-Stangenantrieb an.